# Juntas Generales de Guipúzcoa

Sede de las Juntas Generales desde 2007.

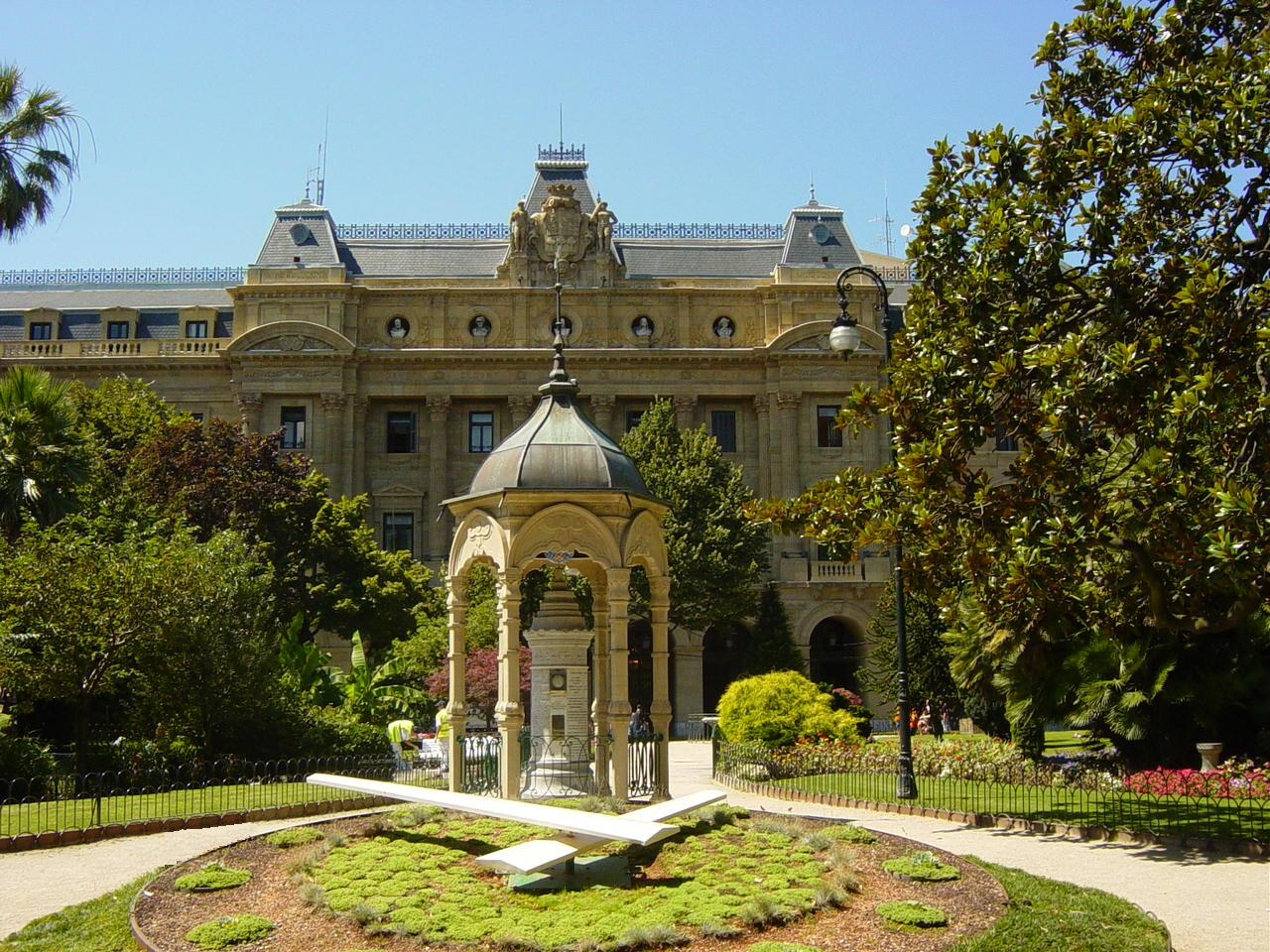
Edificio de la Diputación Foral de Guipúzcoa en la Plaza de Guipúzcoa de San Sebastián. Sede de las Juntas Generales hasta 2007.

Las Juntas Generales de Guipúzcoa son el parlamento y órgano legislativo del territorio histórico y provincia de Guipúzcoa, que a su vez forma parte de la comunidad autónoma del País Vasco en España.
La sede de las Juntas Generales se hallaba provisionalmente hasta 2007 en «Etxe Zuri» (en euskera: «Casa Blanca»), en el barrio de Ayete de San Sebastián. Sin embargo, por falta de espacio, los plenos se celebraban en el edificio de la Diputación Foral de Guipúzcoa. En 2007 se inauguró la actual sede de las Juntas Generales, ubicada en el Parque Tecnológico de Miramón en San Sebastián.

## Atribuciones
Entre las atribuciones que poseen las Juntas Generales se encuentran:
- Aprobación de normas forales, mediante las cuales se regulan materias en las que el territorio histórico tiene competencias. Cuando se trata de competencias exclusivas del territorio histórico, esas normas forales tienen rango equivalente a ley. Entre las materias en las que Guipúzcoa tiene competencias exclusivas se encuentran el funcionamiento de los órganos forales, como la Diputación Foral de Guipúzcoa o las propias Juntas Generales; los presupuestos y cuentas del territorio histórico, los planes sectoriales, el régimen tributario, el régimen tributario y de financiación de los ayuntamientos, los bienes provinciales y municipales, y las demarcaciones municipales.
- Elección del diputado general, que es la cabeza del poder ejecutivo del territorio histórico.
- Aprobación de los presupuestos del territorio histórico.
- Control e impulso de la actividad de la Diputación Foral de Guipúzcoa.

## Historia
La historia de las Juntas Generales de Guipúzcoa puede dividirse a grandes rasgos en dos periodos: de 1397 a 1876 y de 1979 a la actualidad.
Sus primeras Juntas se celebraron en la Iglesia de San Salvador de Guetaria. En ese primer periodo, las Juntas Generales de Guipúzcoa acumulaban tanto el poder ejecutivo, como el legislativo y el judicial sobre el territorio de Guipúzcoa, sin haber una clara división de poderes y siendo el máximo órgano de poder de dicho territorio. Las Juntas funcionaban como una asamblea representativa de las villas que conformaban la provincia de Guipúzcoa, que se reunía cada cierto tiempo para hacer uso de sus atribuciones que, como hemos dicho antes, abarcaban tanto aspectos ejecutivos y legislativos como judiciales. Para los períodos entre junta y junta, las Juntas Generales nombraban la Diputación Foral de Guipúzcoa, que era el órgano encargado de dirigir la provincia en el día a día y llevar a cabo lo acordado por las Juntas Generales. Al frente de la Diputación se encontraba el Diputado General, cuyo mandato duraba de junta a junta. Este órgano ejecutivo estaba, en cualquier caso, subordinado a las Juntas Generales.
Atribuciones
De acuerdo a la norma foral escrita y las costumbres tradicionales, las atribuciones de las Juntas Generales de Guipúzcoa eran las siguientes:
1. Hacer guardar las leyes y ordenanzas. Esta labor la realizaban de forma conjunta con el Corregidor, figura que era nombrada por el rey.
2. Realizar el repartimiento de fuegos, es decir, determinar los impuestos y modo de recaudación de los mismos entre los diferentes elementos de la provincia.
3. Recibir el juramento de los Fueros por el rey.
4. Nombrar la Diputación de Guipúzcoa, así como al resto de los elementos directivos de la provincia salvo los que emanaban de la Corona, como el Corregidor.
5. Instrumentar el pase foral a la legislación de origen real (vetar aquellas leyes reales que contravenían los Fueros).
6. Efectuar las levas militares y llamar a las armas a las milicias forales, encargadas de defender el territorio de Guipúzcoa. El ejército real solo disponía en Guipúzcoa de guarniciones fronterizas localizadas en Fuenterrabía y San Sebastián, quedando la defensa del resto del territorio bajo responsabilidad de las Juntas Generales.
7. Administrar la provincia estableciendo el presupuesto general, cuidando de la red viaria, pesas, medidas, problemas municipales, etc.
8. Ejercer funciones judiciales atendiendo a todas las reclamaciones, corrigiendo sentencias, mediando en pleitos entre concejos, villas y vecinos, etc.

Juntas ordinarias y extraordinarias
Existían dos tipos de Juntas Generales, las juntas ordinarias y las extraordinarias. Las juntas ordinarias se celebraban bajo una cierta periodicidad, que fue variando con el tiempo; en un principio esta periodicidad no estaba fijada. En 1472 se estableció que las juntas ordinarias se celebraran cada dos años y finalmente en 1677 se determinó que tuvieran un carácter anual. Cuando algún hecho concreto de suficiente importancia ocurría en el periodo entre dos juntas ordinarias (por ejemplo, estallaba una guerra), se convocaban juntas extraordinarias.
Al contrario que Vizcaya o Álava, donde sus Juntas Generales se reunían siempre en un mismo sitio, las Juntas Generales de Guipúzcoa eran itinerantes; es decir, se reunían cada vez en una villa diferente. Las 18 localidades en las que se reunían las Juntas quedaron fijadas en 1472 y también fue fijado el orden en el que se irían rotando: Segura, Azpeitia, Zarauz, Ordicia, Azcoitia, Zumaya, Fuenterrabía, Vergara, Motrico, Tolosa, Mondragón, San Sebastián, Hernani, Elgóibar, Deva, Rentería, Guetaria y Cestona.
Probablemente acudieran a las primeras Juntas toda clase de procuradores sin mayor distinción social ni de sexo; pero en el siglo XVI se establecieron varios condicionantes de elegibilidad que perdurarían hasta el siglo XIX. Solo podían ser junteros aquellos varones, poseedores de cierta renta, vecinos afincados de la localidad a la que representaban y de limpieza de sangre asegurada y probada (lo que solía suponer un cierto desembolso económico). También se les exigía hablar y escribir en castellano, lengua de la administración. Ni sacerdotes ni abogados podían ser junteros. Cada concejo o villa con derecho a voto podía enviar un juntero. En Guipúzcoa, los concejos o villas más pequeños se agrupaban en Uniones forales que acumulaban los fuegos (votos) de sus componentes y mandaban un único representante común a las Juntas Generales. Los votos (denominados fuegos) de cada juntero eran proporcionales a la población de la villa, concejo o unión a la que representaba. Generalmente la oligarquía de cada concejo o villa controlaba la elección del representante de turno y de tal manera influía en las Juntas Generales, defendiendo los intereses particulares de cada localidad.
En 1845 se incorpora la villa de Oñate.

### Abolición del régimen foral
Las Juntas Generales dejaron de celebrarse como consecuencia de la aplicación de la Ley de 21 de julio de 1876 que derogaba el régimen foral vasco. Esa ley se aprobó al poco de finalizar la tercera guerra carlista (1872-1876), en la que el País Vasco y Navarra habían sido el principal bastión del pretendiente carlista al trono, que resultó derrotado en la guerra.
Durante un siglo la recuperación del régimen foral y de las Juntas Generales fue una de las principales reivindicaciones del nacionalismo vasco, movimiento político surgido en parte a causa del malestar producido por la derogación de los Fueros y de las Juntas Generales.

### Recuperación de los fueros
Su recuperación se produjo durante la Transición. El Real Decreto del 4 de enero de 1978, que establecía el régimen preautonómico para el País Vasco, autorizaba al Gobierno a restablecer, antes de las elecciones municipales, sobre la base del respeto al régimen foral vigente, las Juntas Generales.
El paso fundamental se produjo con la Constitución Española que se aprobó ese mismo año y que derogó definitivamente la ley de 1876 al reconocer los derechos forales de las 4 provincias vasco-navarras en su disposición adicional primera, donde se puede leer: La Constitución ampara y respeta los derechos históricos de los territorios forales. La actualización general de dicho régimen foral se llevará a cabo, en su caso, en el marco de la Constitución y de los Estatutos de Autonomía.
El Real Decreto de 26 de enero de 1979 es el que resucita definitivamente las Juntas Generales de Guipúzcoa, que quedan definidas de la siguiente manera:
- Artículo 1.º: Las Juntas Generales de Guipúzcoa son, conforme a su tradición histórica, el órgano de participación del pueblo guipuzcoano en la administración y gobierno provincial.
- Artículo 2.º: Los Municipios de Guipúzcoa, a los efectos previstos en el presente Real Decreto, se agrupan en comarcas o circunscripciones electorales, coincidentes con el ámbito territorial de los Partidos judiciales de Azpeitia, San Sebastián, Tolosa y Vergara.

Las nuevas Juntas Generales surgidas en 1979 son una institución moderna basada en el sufragio universal y que tiene un carácter legislativo. Su sede quedó fijada en la capital de la provincia, San Sebastián.

## Composición
Las Juntas Generales están formadas actualmente por 51 junteros que son elegidos por sufragio universal. Las elecciones a las Juntas Generales se celebran cada cuatro años y suelen ser coincidentes con las elecciones municipales.

### Circunscripciones
La elección de los junteros se realiza sobre la base de cuatro circunscripciones electorales:
- Donostialdea (17): integrada por los municipios de Astigarraga, San Sebastián, Hernani, Lasarte-Oria, Urnieta y Usúrbil.
- Bidasoa-Oyarzun (11): integrada por los municipios de Fuenterrabía, Irún, Lezo, Oyarzun, Pasajes y Rentería.
- Oria (9): integrada por los municipios de Abalcisqueta, Aduna, Albístur, Alegría de Oria, Alquiza, Alzo, Amézqueta, Andoáin, Anoeta, Arama, Asteasu, Atáun, Beasáin, Belaunza, Berástegui, Berrobi, Cegama, Ceráin, Cizúrquil, Elduayen, Ezquioga-Ichaso, Gaviria, Gaínza, Hernialde, Ibarra, Idiazábal, Iruerrieta, Irura, Isasondo, Larraul, Lazcano, Leaburu-Gaztelu, Legazpia, Legorreta, Lizarza, Motiloa, Olaberría, Ordicia, Oreja, Ormáiztegui, Segura, Tolosa, Villarreal de Urrechua, Villabona, Zaldivia y Zumárraga.
- Deva-Urola (14): integrada por los municipios de Aizarnazábal, Anzuola, Arechavaleta, Aya, Azcoitia, Azpeitia, Beizama, Bidegoyan, Cestona, Deva, Éibar, Elgueta, Elgóibar, Escoriaza, Guetaria, Salinas de Léniz, Mendaro, Mondragón, Motrico, Oñate, Orio, Placencia de las Armas, Regil, Vergara, Zarauz y Zumaya.

Para poder optar al reparto de escaños en una circunscripción, cada candidatura debe obtener al menos el 3% de los votos válidos emitidos en dicha circunscripción. Las circunscripciones no se ajustan del todo a las tradicionales demarcaciones comarcales; la de Donostialdea no comprende toda la comarca de San Sebastián, sino solo San Sebastián y la subcomarca de Buruntzaldea; Deva-Urola abarca las comarcas del Alto Deva, Bajo Deva, Urola Costa y la subcomarca del Alto Urola. Bidasoa-Oiartzun comprende el Bajo Bidasoa y la subcomarca de Oarsoaldea. Finalmente, Oria abarca Tolosaldea y lo que propiamente es el Goyerri.

### Composición actual
A partir de las elecciones de 2023 la composición de las Juntas Generales de Guipúzcoa pasa a ser la siguiente:
| Candidatura | Candidatura                                                   | Junteros por circunscripción | Junteros por circunscripción | Junteros por circunscripción | Junteros por circunscripción | Total       | Total |
| Candidatura | Candidatura                                                   | Donostialdea                 | Deba-Urola                   | Bidasoa-Oiartzun             | Oria                         | Junteros/as | +/–   |
| ----------- | ------------------------------------------------------------- | ---------------------------- | ---------------------------- | ---------------------------- | ---------------------------- | ----------- | ----- |
|             | Euskal Herria Bildu                                           | 6                            | 7                            | 4                            | 5                            | 22          | 5     |
|             | Euzko Alderdi Jeltzalea - Partido Nacionalista Vasco          | 5                            | 6                            | 3                            | 3                            | 17          | 3     |
|             | Partido Socialista de Euskadi - Euskadiko Ezkerra             | 3                            | 1                            | 2                            | 1                            | 7           | 2     |
|             | Partido Popular                                               | 2                            |                              | 1                            |                              | 3           | 2     |
|             | Elkarrekin Podemos-Izquierda Unida-Berdeak Equo-Alianza Verde | 1                            |                              | 1                            |                              | 2           | 2     |

### Composición histórica
El reparto de los junteros desde las elecciones de 1979 es el siguiente:
| Candidatura                             | Candidatura                                                   | 2023  | 2023        | 2019        | 2015        | 2011        | 2007        | 2003        | 1999        | 1995        | 1991        | 1987        | 1983        | 1979        |
| Candidatura                             | Candidatura                                                   | %     | Junteros/as | Junteros/as | Junteros/as | Junteros/as | Junteros/as | Junteros/as | Junteros/as | Junteros/as | Junteros/as | Junteros/as | Junteros/as | Junteros/as |
| --------------------------------------- | ------------------------------------------------------------- | ----- | ----------- | ----------- | ----------- | ----------- | ----------- | ----------- | ----------- | ----------- | ----------- | ----------- | ----------- | ----------- |
|                                         | Euskal Herria Bildu                                           | 36,64 | 22          | 17          | 17          | -           | -           | -           | -           | -           | -           | -           | -           | -           |
|                                         | Euzko Alderdi Jeltzalea - Partido Nacionalista Vasco          | 32,04 | 17          | 20          | 18          | 14          | 16          | 27          | 10          | 12          | 12          | 6           | 25          | 33          |
|                                         | Partido Socialista de Euskadi - Euskadiko Ezkerra             | 15,67 | 7           | 9           | 9           | 10          | 16          | 12          | 10          | 9           | 9           | 9           | 12          | 12          |
|                                         | Partido Popular                                               | 6,25  | 3           | 1           | 1           | 4           | 6           | 8           | 8           | 7           | 2           | 1           | 1           | 4           |
|                                         | Elkarrekin Podemos-Izquierda Unida-Berdeak Equo-Alianza Verde | 6,46  | 2           | 4           | 6           | -           | -           | -           | -           | -           | -           | -           | -           | -           |
|                                         | Bildu                                                         | -     | -           | -           | -           | 22          | -           | -           | -           | -           | -           | -           | -           | -           |
|                                         | Aralar                                                        | -     | -           | -           | -           | 1           | -           | 1           | -           | -           | -           | -           | -           | -           |
|                                         | Ezker Batua-Izquierda Unida-Aralar                            | -     | -           | -           | -           | -           | 6           |             | -           | -           | -           | -           | -           | -           |
|                                         | EB-IU                                                         | -     | -           | -           | -           | -           | -           | 3           | -           | 2           | -           | -           | -           | -           |
|                                         | Eusko Alkartasuna                                             | -     | -           | -           | -           | -           | 7           | -           | 9           | 10          | 12          | 16          | -           | -           |
|                                         | ANV / EH / HB                                                 | -     | -           | -           | -           | -           | #           | #           | 14          | 11          | 12          | 14          | 10          | 19          |
|                                         | Euskadiko Ezkerra                                             | -     | -           | -           | -           | -           | -           | -           | -           | -           | 4           | 5           | 3           | 10          |
|                                         | CDS / UCD                                                     | -     | -           | -           | -           | -           | -           | -           | -           | -           | -           | -           | -           | 3           |
| Total                                   | Total                                                         | 100   | 51          | 51          | 51          | 51          | 51          | 51          | 51          | 51          | 51          | 51          | 51          | 81          |
| # Sus candidaturas fueron ilegalizadas. |                                                               |       |             |             |             |             |             |             |             |             |             |             |             |             |

## Órganos de Juntas Generales de Guipúzcoa

### Composición de la mesa
| Mesa de las Juntas Generales de Guipúzcoa | Mesa de las Juntas Generales de Guipúzcoa | Mesa de las Juntas Generales de Guipúzcoa | Mesa de las Juntas Generales de Guipúzcoa            |
| Cargo                                     | Titular                                   | Candidatura                               | Candidatura                                          |
| ----------------------------------------- | ----------------------------------------- | ----------------------------------------- | ---------------------------------------------------- |
| Presidencia                               | Xabier Ezeizabarrena Saenz                |                                           | Euzko Alderdi Jeltzalea - Partido Nacionalista Vasco |
| Vicepresidencia primera                   | Jesús María Zaballos de Llanos            |                                           | Partido Socialista de Euskadi - Euskadiko Ezkerra    |
| Vicepresidencia segunda                   | Zelai Amenabarro Goikoetxea               |                                           | Euskal Herria Bildu                                  |
| Secretaría primera                        | Jorge Mota Iglesias                       |                                           | Partido Popular                                      |
| Secretaría segunda                        | Mariví Eizaguirre Ballesteros             |                                           | Elkarrekin Gipuzkoa                                  |

### La Junta de Portavoces
| Composición de la Junta de Portavoces de las Juntas Generales de Guipúzcoa | Composición de la Junta de Portavoces de las Juntas Generales de Guipúzcoa | Composición de la Junta de Portavoces de las Juntas Generales de Guipúzcoa | Composición de la Junta de Portavoces de las Juntas Generales de Guipúzcoa |
| Cargo                                                                      | Titular                                                                    | Grupo                                                                      | Grupo                                                                      |
| -------------------------------------------------------------------------- | -------------------------------------------------------------------------- | -------------------------------------------------------------------------- | -------------------------------------------------------------------------- |
| Presidencia Juntas Generales de Guipúzcoa                                  | Xabier Ezeizabarrena Saenz                                                 |                                                                            | Eusko Abertzaleak-Nacionalistas Vascos                                     |
| Secretaría Primera                                                         | Jorge Mota Iglesias                                                        |                                                                            | Grupo Juntero Popular                                                      |
| Portavoz                                                                   | Miren Echeveste Lacombe                                                    |                                                                            | Grupo Juntero Mixto Elkarrekin Gipuzkoa                                    |
| Portavoz                                                                   | Mikel Lezama Zubeldia                                                      |                                                                            | Grupo Juntero Popular                                                      |
| Portavoz                                                                   | Alberto Albístegui Zamacola                                                |                                                                            | Socialistas Vascos                                                         |
| Portavoz                                                                   | Mª Eugenia Arrizabalaga Olaizola                                           |                                                                            | Eusko Abertzaleak-Nacionalistas Vascos                                     |
| Portavoz                                                                   | Maddalen Iriarte Okiñena                                                   |                                                                            | Euskal Herria Bildu                                                        |

### Comisiones

#### Comisiones ordinarias
| Comisiones ordinarias de las Juntas Generales de Guipúzcoa | Comisiones ordinarias de las Juntas Generales de Guipúzcoa | Comisiones ordinarias de las Juntas Generales de Guipúzcoa | Comisiones ordinarias de las Juntas Generales de Guipúzcoa |
| Comisión                                                   | Presidencia                                                | Grupo                                                      | Grupo                                                      |
| ---------------------------------------------------------- | ---------------------------------------------------------- | ---------------------------------------------------------- | ---------------------------------------------------------- |
| Promoción Económica y Proyectos Estratégicos               | Laida Begiristain Apaolatza                                |                                                            | Euskal Herria Bildu                                        |
| Cultura, Cooperación, Juventud y Deportes                  | Mikel Lezama Zubeldia                                      |                                                            | Grupo Juntero Popular                                      |
| Gobernanza                                                 | Haritz Perez Martinez                                      |                                                            | Euskal Herria Bildu                                        |
| Sostenibilidad                                             | Rosa Maiza Garrido                                         |                                                            | Socialistas Vascos                                         |
| Movilidad, Turismo y Ordenación del Territorio             | Vacante                                                    |                                                            |                                                            |
| Hacienda y Finanzas                                        | Xabier Otxoa Muñoz                                         |                                                            | Eusko Abertzaleak-Nacionalistas Vascos                     |
| Infraestructuras Viarias                                   | Jon Andoni Urdangarin Urrutia                              |                                                            | Eusko Abertzaleak-Nacionalistas Vascos                     |
| Cuidados y Políticas Sociales                              | Vacante                                                    |                                                            |                                                            |
| Equilibrio Territorial Verde                               | Amaia Etxeberria Etxeberria                                |                                                            | Eusko Abertzaleak-Nacionalistas Vascos                     |
| Derechos Humanos y Cultura Democrática                     | Oskar Bordes Altube                                        |                                                            | Euskal Herria Bildu                                        |
| Igualdad de Mujeres y Hombres                              | Miren Echeveste Lacombe                                    |                                                            | Grupo Juntero Mixto Elkarrekin Gipuzkoa                    |
| Igualdad Lingüística                                       | Anton Elosegi Villanueva                                   |                                                            | Eusko Abertzaleak-Nacionalistas Vascos                     |

#### Comisiones de régimen interior
Existen tres comisiones de régimen interior con carácter permanente en todas las legislaturas:
| Comisiones de régimen interior de las Juntas Generales de Guipúzcoa | Comisiones de régimen interior de las Juntas Generales de Guipúzcoa | Comisiones de régimen interior de las Juntas Generales de Guipúzcoa | Comisiones de régimen interior de las Juntas Generales de Guipúzcoa |
| Comisión                                                            | Presidencia                                                         | Grupo                                                               | Grupo                                                               |
| ------------------------------------------------------------------- | ------------------------------------------------------------------- | ------------------------------------------------------------------- | ------------------------------------------------------------------- |
| Incompatibilidades                                                  | Haritz Perez Martinez                                               |                                                                     | Euskal Herria Bildu                                                 |
| Instituciones, Gobierno y Reglamento                                | Xabier Ezeizabarrena Saenz                                          |                                                                     | Eusko Abertzaleak-Nacionalistas Vascos                              |
| Peticiones y Relacioness con la Ciudadanía                          | Xabier Ezeizabarrena Saenz                                          |                                                                     | Eusko Abertzaleak-Nacionalistas Vascos                              |

## Presidencia de las Juntas Generales de Guipúzcoa
| Legislatura | Titular                      | Candidatura         | Candidatura                                          | Inicio de mandato   | Fin de mandato      |
| ----------- | ---------------------------- | ------------------- | ---------------------------------------------------- | ------------------- | ------------------- |
| I           | Javier Aizarna Azula         |                     | Euzko Alderdi Jeltzalea - Partido Nacionalista Vasco | 22 de abril de 1979 | 23 de mayo de 1983  |
| II          | Javier Aizarna Azula         | 24 de mayo de 1983  | Euzko Alderdi Jeltzalea - Partido Nacionalista Vasco | 3 de julio de 1987  |                     |
| III         | Gurutz Ansola Larrañaga      |                     | Eusko Alkartasuna                                    | 4 de julio de 1987  | 17 de junio de 1991 |
| IV          | Jon Esnal Alegria            |                     | Euzko Alderdi Jeltzalea - Partido Nacionalista Vasco | 18 de junio de 1991 | 22 de junio de 1995 |
| V           | Esther Larrañaga Agirre      |                     | Euzko Alderdi Jeltzalea - Partido Nacionalista Vasco | 23 de junio de 1995 | 1 de julio de 1999  |
| VI          | Iñaki Alkiza Laskibar        |                     | Euzko Alderdi Jeltzalea - Partido Nacionalista Vasco | 2 de julio de 1999  | 11 de junio de 2003 |
| VII         | Leire Ereño Osa              |                     | Eusko Alkartasuna                                    | 12 de junio de 2003 | 21 de junio de 2007 |
| VIII        | Rafaela Romero Pozo          |                     | Partido Socialista de Euskadi - Euskadiko Ezkerra    | 22 de junio de 2007 | 12 de junio de 2011 |
| IX          | Lohitzune Txarola Gurrutxaga |                     | Bildu-Eusko Alkartasuna/Alternatiba Eraikitzen       | 13 de junio de 2011 | 11 de junio de 2015 |
| X           | Eider Mendoza Larrañaga      |                     | Euzko Alderdi Jeltzalea - Partido Nacionalista Vasco | 12 de junio de 2015 | 18 de junio de 2019 |
| XI          | Xabier Ezeizabarrena Saenz   |                     | Euzko Alderdi Jeltzalea - Partido Nacionalista Vasco | 19 de junio de 2019 | 22 de junio de 2023 |
| XII         | Xabier Ezeizabarrena Saenz   | 23 de junio de 2023 | Euzko Alderdi Jeltzalea - Partido Nacionalista Vasco | En el cargo         |                     |